# Giuseppe Pinto
Giuseppe Pinto (Noci, 26 maggio 1952) è un arcivescovo cattolico italiano, dal 4 dicembre 2001 arcivescovo titolare di Anglona.

## Biografia
Il 1º aprile 1978 è ordinato presbitero.

### Ministero episcopale
Il 4 dicembre 2001 è nominato nunzio apostolico per il Senegal e delegato apostolico in Mauritania, e contestualmente eletto arcivescovo titolare di Anglona da papa Giovanni Paolo II. Il 6 gennaio 2002 riceve l'ordinazione episcopale, nella basilica di San Pietro in Vaticano, per l'imposizione delle mani dello stesso pontefice, co-consacranti gli arcivescovi Leonardo Sandri, all'epoca sostituto alla Segreteria di Stato della Santa Sede, e Robert Sarah, all'epoca segretario della Congregazione per l'evangelizzazione dei popoli.
Il 5 febbraio 2002 viene nominato nunzio apostolico anche per gli stati di Guinea-Bissau, Capo Verde e Mali.
Il 6 dicembre 2007 è nominato nunzio apostolico in Cile, il 10 maggio 2011 nunzio apostolico nelle Filippine e il 1º luglio 2017 in Croazia.
Il 16 aprile 2019 lascia anticipatamente l'incarico. Il 31 luglio 2020 papa Francesco accoglie la sua richiesta di rinuncia all'incarico di nunzio apostolico.

## Conoscenza degli abusi in Cile
Nel 2018 emerge un'e-mail del 2009 scritta a monsignor Pinto dal cardinale Francisco Javier Errázuriz Ossa, allora arcivescovo di Santiago del Cile, in cui quest'ultimo racconta una versione diversa rispetto a quella sostenuta sotto giuramento negli anni seguenti; il cardinale riconosce, infatti, di aver ordinato di chiudere la causa contro l'ex sacerdote Fernando Karadima e di aver vietato al procuratore di giustizia dell'arcivescovado di interrogare l'accusato. In seguito alla scoperta del contenuto di tale e-mail il cardinale viene querelato dalle principali vittime di Karadima (Juan Carlos Cruz, Andrés Murillo e James Hamilton); dopo la querela, accolta e avviata dall'Ottavo Tribunale di Garanzia di Santiago del Cile, viene accusato di falsa testimonianza, con il capo d'accusa di «autore del crimine di falsa testimonianza, previsto e sanzionato nell'articolo 209 del Codice Penale».

## Genealogia episcopale e successione apostolica
La genealogia episcopale è:
- Cardinale Scipione Rebiba
- Cardinale Giulio Antonio Santori
- Cardinale Girolamo Bernerio, O.P.
- Arcivescovo Galeazzo Sanvitale
- Cardinale Ludovico Ludovisi
- Cardinale Luigi Caetani
- Cardinale Ulderico Carpegna
- Cardinale Paluzzo Paluzzi Altieri degli Albertoni
- Papa Benedetto XIII
- Papa Benedetto XIV
- Papa Clemente XIII
- Cardinale Enrico Benedetto Stuart
- Papa Leone XII
- Cardinale Chiarissimo Falconieri Mellini
- Cardinale Camillo Di Pietro
- Cardinale Mieczysław Halka Ledóchowski
- Cardinale Jan Maurycy Paweł Puzyna de Kosielsko
- Arcivescovo Józef Bilczewski
- Arcivescovo Bolesław Twardowski
- Arcivescovo Eugeniusz Baziak
- Papa Giovanni Paolo II
- Arcivescovo Giuseppe Pinto

La successione apostolica è:
- Vescovo Francisco Javier Stegmeier Schmidlin (2009)
- Vescovo David William Valencia Antonio (2011)
- Vescovo Severo Cagátan Caérmare (2014)